# Gard
|  | Aquest article tracta sobre el departament francès. Si cerqueu l riu homònim, vegeu «Riu Gard». |

El Gard (30) (en francès i occità  Gard) és un departament francès situat a la regió Occitània. El departament de Gard va ser creat durant la Revolució Francesa, el 4 de març de 1790 -en aplicació de la llei de 22 de desembre de 1789-, a partir d'una part de l'antiga província del Llenguadoc. La seva capital és Nimes.